# Петру I
Пе́тру І (рум. Petru I; ? — 1391) — воєвода Молдавський (1375—1391). Представник волоського роду Мушатів. Первісток невідомого сина воєводи Богдана (Костя або Петру) і Мушати. Задля захисту від Угорщини став васалом Польщі (1387). Приєднав до Молдавії Шипинську землю (із фортецями Хмелів, Хотин і Цецин). Провів адміністративні реформ, запровадивши посади ворника та старости. Дав початок Молдавській митрополії. Заснував Нямецький і Бистрицький монастирі, домініканську церкву в Сереті. Укріпив столицю Сучаву та фортеці на кордоні з Польщею, зокрема Цецин та Хотин. Першим став використовувати на печатці герб Молдавії з турячою головою. Налагодив торговий Волоський (Молдавський) шлях і роботу митниць. Мав достатні фінанси, карбував першу молдавську монету (гроші та півгроші), надавав позики сусіднім правителям. Неповернена позика, надана Ягайлу, із сестрою якого був одружений Петру, призвела до тривалого конфлікту Молдови з Польщею за Покуття. Похований у Нямецькому монастирі, або в Радівцях. У новітніх дослідженнях — Петру ІІ.

## Імена
- Петру (рум. Petru) — румунське ім'я[2].
- Петро (лат. Petrus, ст.-укр. Петръ) — у тогочасних документах латиною і староукраїнською.
- Петру Мушат, або Петро Мушатович (рум. Petru Muszat) — Петру, син Мушати (Маргарити).
- Петру I, або Петру I Мушат — у традиційній історіографії[2].
- Петру II — за новітньою гіпотезою Константина Резакевича (2000), згідно з Петру І був сином Штефана, брата Костя Мушата.

## Біографія

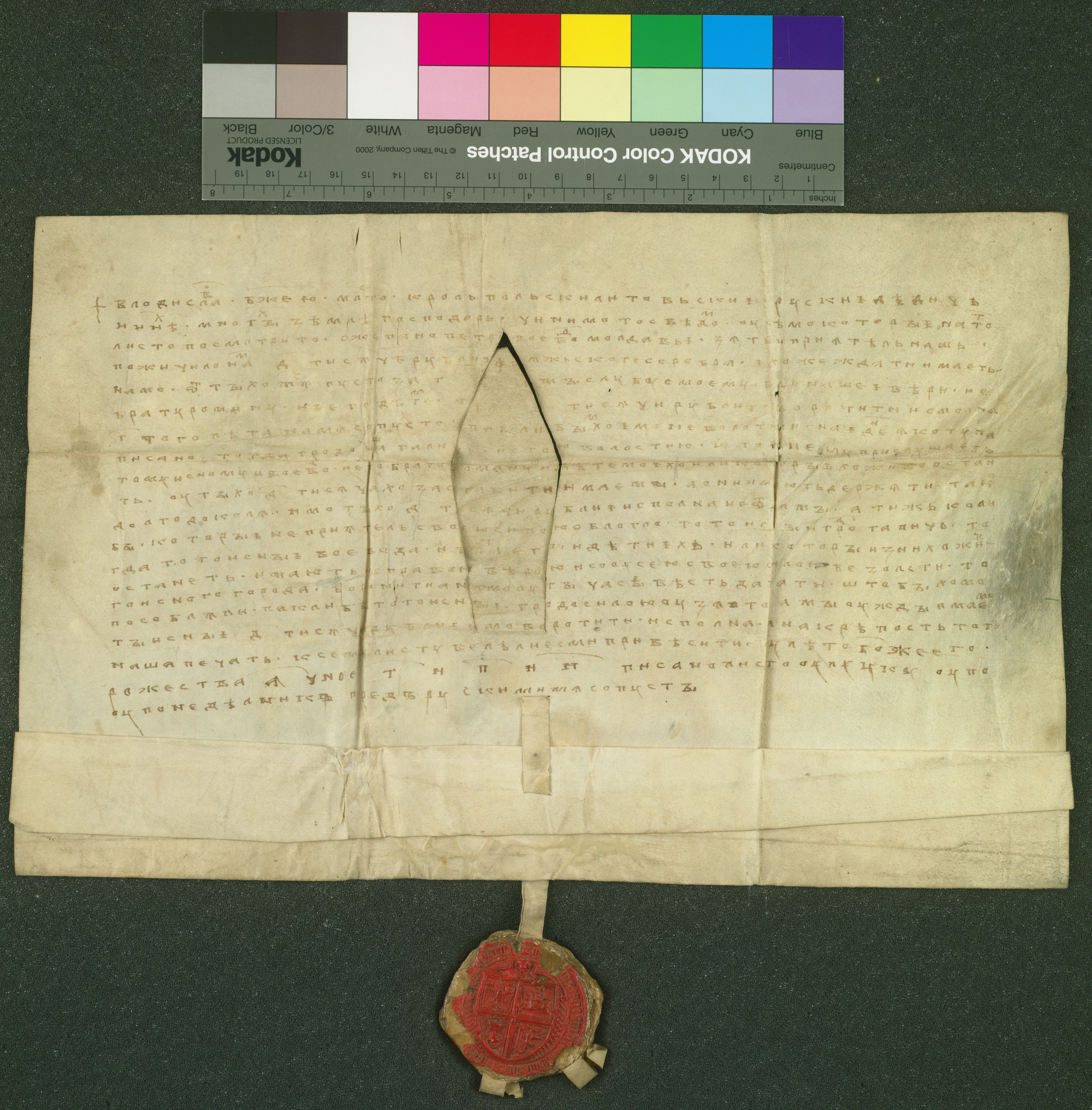
Грамота короля польського Владислава на заставу Галича

За молдовськими літописами, був на молдовському троні 16 років. Документально занотований перший раз в 1384 р., коли він обдарував католицьку біскупську церкву, збудовану його мамою Маргаритою в Сереті. 26 вересня 1387 р. у Львові склав присягу на вірність Владиславу Яґайлу. Хреста для присяги тоді тримав київський митрополит (Кипріян Цамблак?). Молдова опинилася під владою Польщі.
1388 року Петру I позичив Яґайлови 3000 талерів, за що той надав Петру І та його братові Роману І Галич та землі, які пізніше назвали Покуттям. Ця грамота була написана Петру I в Луцьку.
В Сучаві 1390 року Владислав II Ягайло, за сприяння Петру I, заключив з волоським господарем — Мірчею (Мірком) Старим союз. Після Петру I за традицією молдовський трон успадкував брат Роман I.
Помер 1391 р., був похований в Церкві Святого Юрія (рум. Мірауті, Сучава).

## Срібні гроші

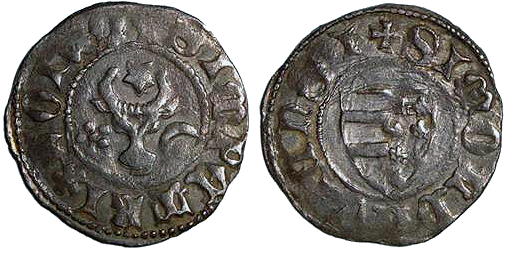
Грош Петру

За Петру І почалося карбування молдавських монет — грошів і полугрошів. На аверсі срібного гроша зображували Молдавський герб — турячу голову із зіркою, трояндою і півмісяцем (які могли мінятися місцями); на реверсі — спрощений герб Угорського Анжуйського дому, сюзеренів Молдавії: розтятий щит, у правій частині якого дві-три балки, а у лівій — дві або більше лілій. Легенда на аверсі проголошувала: SIMPETRIWOIWOD («срібло Петра, воєводи»); легенда реверсі —  SIMOLD[AV]IENSIS («Молдавського»).

## Титул
- З печатки: лат. Petrus voivoda Moldaviensis (Петро, воєвода Молдавський).

## Сім'я
- Батько: ?
- Матір: Мушата, донька молдавського воєводи Богдана I.

## Галерея

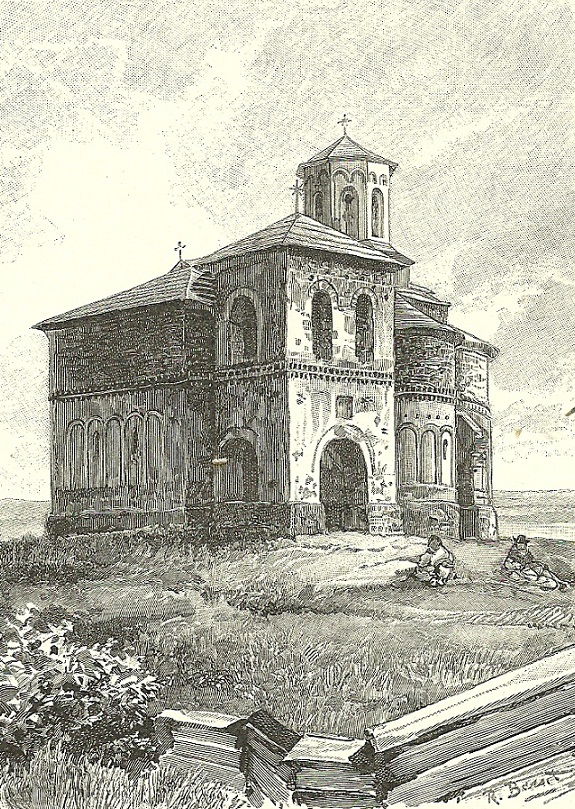
Церква Св. Юрія
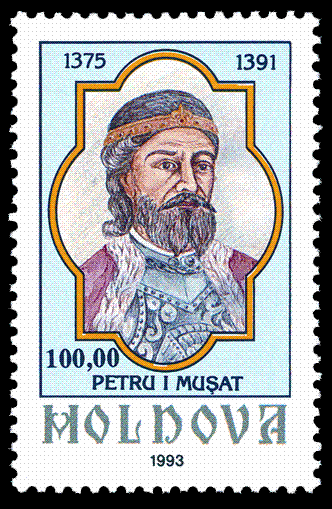
Марка Молдови зі зображенням Петру І Мушата

### Довідники
- Васильєв В.В., Чучко М.К. Молдавське князівство // Енциклопедія історії України : у 10 т. / редкол.: В. А. Смолій (голова) та ін. ; Інститут історії України НАН України. — К. : Наукова думка, 2010. — Т. 7 : Мл — О. — С. 27. — ISBN 978-966-00-1061-1.
- Огуй, О.Д. Петро Мушат // Енциклопедія історії України : у 10 т. / редкол.: В. А. Смолій (голова) та ін. ; Інститут історії України НАН України. — К. : Наукова думка, 2011. — Т. 8 : Па — Прик. — С. 188. — ISBN 978-966-00-1142-7.

- Австрійсько-угорська монархія.- Відень, 1899. ст. 71-73